# Drymaria ladewii
Drymaria ladewii là loài thực vật có hoa thuộc họ Cẩm chướng. Loài này được Rusby mô tả khoa học đầu tiên năm 1934.